# Kapellen
Kapellen (các viết cũ: Cappellen) là một đô thị ở tỉnh Antwerp. Đô thị này chỉ gồm thị trấn Kapellen. Tại thời điểm ngày 1 tháng 1 năm 2006, Kapellen có dân số 25.948 người. Tổng diện tích là 37,11 km² với mật độ dân số là 699 người trên mỗi km².

## Cư dân nổi tiếng
- Christine Soetewey, vận động viên nhảy cao
- Sarah Bettens và Gert Bettens ca sĩ
- Geert Grub (1896-1980), nhà thơ, nhà văn
- Margaretha Guidone, nhà hoạt động môi trường
- Didier Ilunga Mbenga, vận động viên bóng rổ NBA
- Baron Paul Kronacker (1897-1994), nhà chính trị
- Tom De Mul, cầu thủ bóng đá hiện chơi chor Sevilla FC
- Kevin Van Dessel, cầu thủ bóng đá hiện chơi cho Roda JC
- Dirk Van Mechelen, nhà chính trị
- Thomas Vermaelen, cầu thủ bóng đá hiện chơi cho AFC Ajax
- Gert Verhulst, đồng sáng lập Studio 100
- Rocco Granata, ca sĩ